# Nycteola nolalella
Nycteola nolalella är en fjärilsart som beskrevs av George Francis Hampson. Nycteola nolalella ingår i släktet Nycteola och familjen trågspinnare. Inga underarter finns listade i Catalogue of Life.